# Sangue Welsungo
Sangue Welsungo (Wälsungenblut) è un racconto dello scrittore tedesco Thomas Mann, scritto attorno al 1905, avrebbe dovuto essere stampato nel 1906 ma fu ritirato; fu pubblicato in un'edizione privata di sole 530 copie illustrata da Th. Heine solo nel 1921 e modificata nel finale. Ne è stato fatto un adattamento cinematografico nel 1964 diretto da Rolf Thiele. 
Il titolo dell'opera è un riferimento allo sventurato clan dei Volsunghi, le cui vicende sono descritte nell'opera epica della Saga dei Völsungar. Si tratta di una satira del dramma musicale La Valchiria di Richard Wagner: descrive il rapporto sentimentale incestuoso intercorrente tra una coppia di gemelli di origine ebraica.

## Trama

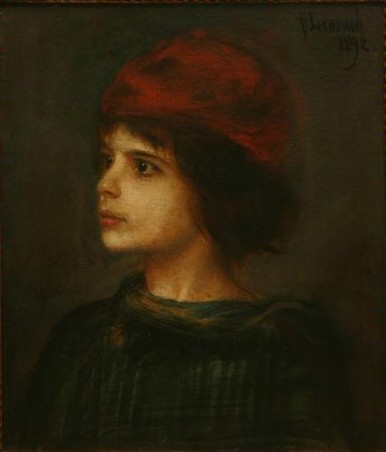
Katia Pringsheim, che con il suo fratello gemello Klaus, ha ispirato a Thomas Mann la figura dei fratellastri Siegmund e Sieglinde.
(Quadro di Franz von Lenbach, 1892)

Il signor Aarenhold è un uomo di successo di famiglia ebraica che ha fatto la sua fortuna come imprenditore minerario: i figli maggiorenni Kunz e Marit vivono ancora assieme a lui nel palazzo che s'è comprato, assieme ai gemelli diciannovenni Siegmund e Sieglinde. Pur ammirando e stimando i due maggiori, e cercando d'imitarli (Kunz è militare mentre Marit ha studiato legge) i gemelli disprezzano con tutte le loro forze la normalità più ottusamente borghese e il carrierismo da commercianti di cui è impregnata oramai la loro società. 
Benedetti dal destino, che sembra amorevolmente occuparsi di loro, sono interessati solo a se stessi e all'amore reciproco che da sempre nutrono vicendevolmente. Siegmund ha abbandonato da tempo i suoi studi di storia dell'arte, dopo essersi reso conto del suo mediocre talento per il disegno. La sorella è invece schietta e decisa, un tipo senza peli sulla lingua, ma conosce il funzionario di un ministero che le chiede la mano.
I due gemelli sembrano costantemente annoiati e ricolmi di disprezzo nei confronti dell'esistenza banale, vuota e del tutto insulsa delle persone che li circondano. Nella prima parte del racconto assistiamo ad un pranzo in casa Aarenhold a cui partecipa anche il fidanzato di Sieglinde, Beckerath. Questi, rappresentante di una solida e attiva borghesia, sembra trovarsi a disagio nell'atmosfera elegante e rarefatta che regna in casa della famiglia della promessa sposa. I quattro fratelli, inoltre, non fanno che sottolineare, anche se in modo allusivo e ironico, la differente estrazione sociale e preparazione culturale dell'ospite. Inaspettatamente, durante il pranzo, Siegmund chiede a Beckerath il permesso di recarsi con la sorella, in serata, ad assistere all'opera Walkiria di Richard Wagner, opera, si intuisce, particolarmente cara ai gemelli. Beckerath, lusingato dall'importanza che gli viene attribuita con tale richiesta, acconsente imbarazzato, dando per scontato che anche lui parteciperà alla serata. A quel punto non solo i due affermano esplicitamente di voler andare da soli ma lo umiliano ulteriormente dicendo di aver acquistato già da tempo i due biglietti, rendendo così vano e ridicolo il permesso appena accordato.
Quella sera inizia a nevicare, i gemelli decidono di prendere la carrozza; tra lo scalpitio degli zoccoli dei cavalli e le luci della strada, si tengono per mano seduti sul morbido sedile. Arrivati al teatro d'opera ascoltano affascinati l'estasi d'amore musicale proveniente dalla note del "maestro"; durante le pause non riescono quasi a respirare sopraffatti come sono dalle bellezza sublime che a cui stanno assistendo.
Al termine, attraversano i corridoi e scendono le scale quasi come fossero in stato di trance, apparentemente indifferenti a tutto quel che li circonda; sulla via del ritorno un'atmosfera esotica li avvolge, come una nebbia invisibile. Dopo cena la ragazza va a visitare il fratello che s'è già ritirato in camera da letto, per augurargli la buona notte.
Davanti allo specchio della stanza, cominciano a riprovare tutto quello che hanno sentito a teatro: Sieglinde, in camicia da notte s'avvicina e s'inginocchia davanti a lui, iniziando ad accarezzarlo dolcemente. Dall'apertura della sua vestaglia bianca Siegmund intravede le coppe dei seni da poco formatisi della sorella; sembrano in attesa solo delle sue mani.
Cedono infine e rompono ogni barriera, cadono insieme nel letto in un silenzio interrotto solo da un singulto a metà tra il dolore e la gioia. Storditi si guardano e Sieglinde, un po' imbarazzata chiede al fratello come deve comportarsi ora col fidanzato: deve ancora sposarsi? Siegmund trova le parole dopo un attimo di mutismo iniziale e si mette a rassicurare la sorella: dietro all'apparenza della sua vita da donna sposata con un uomo di rango, rimarrà sempre la passione del loro amore segreto e proibito.